# لاهار (هند)
لاهار (به انگلیسی: Lahar, India) یک زیستگاه انسانی در هند است که در ناحیه بهیند واقع شده‌است.

## خصوصیات
لاهار ۲۸٬۲۵۳ نفر جمعیت دارد و ۲۷۵ متر بالاتر از سطح دریا واقع شده‌است.